# Sciurotamias
Genre
Sciurotamias est un genre de rongeurs de la famille des Sciuridae (les écureuils) qui se rencontre en Chine.

## Liste des espèces
Selon BioLib (22 juin 2019) :
- Sciurotamias davidianus (Milne-Edwards, 1867) - Écureuil du Père David
- Sciurotamias forresti (Thomas, 1922)